# Slave to the Music (album)
A Slave to the Music a holland Twenty 4 Seven második stúdióalbuma, mely 1993. november 22-én jelent meg az Indisc és a ZYX Records kiadásában. Az albumon Nancy Coolen és Stay-C közreműködik. Az album sikeres volt Romániában, Németországban, Spanyolországban, Hollandiában, Skandináviában, Japánban, Brazíliában, Ausztriában, Csehországban, Észak-Koreában, Új-Zélandon, Lengyelországban, Magyarországon, Kanadában, Észak-Afrikában, és Ausztráliában. Az album arany és platina helyezést ért el azokban az országokban, ahol az album megjelent.

## Számlista
| #   | Cím                                             | Szerző(k)          | Producer(ek)      | Hossz |
| --- | ----------------------------------------------- | ------------------ | ----------------- | ----- |
| 1.  | Slave to the Music                              | Van Rijen / Stay-C | Van Rijen / Reith | 4:03  |
| 2.  | Is It Love                                      | Van Rijen / Stay-C | Van Rijen         | 3:33  |
| 3.  | Take Me Away                                    | Van Rijen / Stay-C | Van Rijen         | 3:36  |
| 4.  | Keep On Goin'                                   | Van Rijen / Stay-C | Van Rijen         | 3:59  |
| 5.  | Music Is My Life                                | Van Rijen / Stay-C | Van Rijen         | 4:08  |
| 6.  | Leave Them Alone                                | Van Rijen / Stay-C | Van Rijen         | 4:01  |
| 7.  | What Time Is It                                 | Van Rijen / Stay-C | Van Rijen         | 4:13  |
| 8.  | Take Your Chance                                | Van Rijen / Stay-C | Van Rijen         | 3:35  |
| 9.  | Let's Stay                                      | Van Rijen / Stay-C | Van Rijen         | 4:03  |
| 10. | Slave to the Music (Ferry & Garfenski club mix) | Van Rijen / Stay-C | Van Rijen         | 5:02  |
| 11. | Is It Love (Dancability club mix)               | Van Rijen / Stay-C | Van Rijen         | 5:09  |

## Slágerlista
| Slágerlista (1993)                     | Legjobb helyezések |
| -------------------------------------- | ------------------ |
| Ausztria (Ö3 Austria)                  | 30                 |
| Hollandia (MegaCharts)                 | 22                 |
| Németország (GfK Entertainment Charts) | 15                 |
| Svédország (Sverigetopplistan)         | 17                 |
| Slágerlista (1994)                     | Legjobb helyezések |
| Ausztrália (ARIA)                      | 79                 |

### Minősítések
| Ország             | Minősítések | Dátum             | Eladások |
| ------------------ | ----------- | ----------------- | -------- |
| Észak-Afrika(RiSA) | 2x Platinum | 1994. február 17. | 20,000   |
| Cseh köztársaság   | Platina     | 1994              | 12,000   |
| Hollandia (NVPI)   | Arany       | 1993              | 25,000   |
| Brazília (ABPD)    | Gyémánt     | 1993              | 300,000  |